# 鳥羽聡
鳥羽 聡（とば あきら、1970年 - ）は、日本の男性アニメーター・アニメーション演出家。広島県出身。

## 主な参加作品

### テレビアニメ
1994年
- 機動武闘伝Gガンダム（制作進行）

1996年
- 天空のエスカフローネ（設定制作）

1998年
- カウボーイビバップ（文芸・設定制作）

1999年
- ∀ガンダム（絵コンテ・演出・演出助手）

2000年
- 犬夜叉（演出）

2002年
- 機動戦士ガンダムSEED（演出）
- Witch Hunter ROBIN（演出）

2003年
- ヤミと帽子と本の旅人（演出）

2004年
- KURAU Phantom Memory（演出）
- 機動戦士ガンダムSEED DESTINY（絵コンテ・演出）

2005年
- CLUSTER EDGE（絵コンテ・演出）

2006年
- Ergo Proxy（演出）
- コードギアス 反逆のルルーシュ（演出）
- 天保異聞 妖奇士（演出）
- 結界師（演出）

2007年
- DARKER THAN BLACK -黒の契約者-（演出）

2008年
- コードギアス 反逆のルルーシュR2（演出）
- テイルズ オブ ジ アビス（演出）
- ミチコとハッチン（演出・演出助手）

2009年
- 犬夜叉 完結編（演出）

2011年
- セイクリッドセブン （演出）
- 世界一初恋2（演出）

2012年
- シャイニング・ハーツ 〜幸せのパン〜（演出）
- 境界線上のホライゾンII（演出）
- 輪廻のラグランジェ season2（演出）

2013年
- 革命機ヴァルヴレイヴ（演出）

2014年
- 咲-Saki- 全国編（演出）
- ソウルイーターノット!（演出）
- クロスアンジュ 天使と竜の輪舞（演出）

2016年
- 蒼の彼方のフォーリズム（演出）
- アクティヴレイド -機動強襲室第八係-（演出）
- 91Days（演出）
- マジきゅんっ!ルネッサンス（演出）
- 夏目友人帳 伍（演出）

2017年
- 18if（演出）
- ROBOMASTERS THE ANIMATED SERIES（演出）

2018年
- 刻刻（演出）
- 多田くんは恋をしない（演出）
- ゴールデンカムイ（絵コンテ・演出）
- うちのメイドがウザすぎる!（演出）
- RELEASE THE SPYCE（演出）

2019年
- 私に天使が舞い降りた!（演出）
- B-PROJECT〜絶頂*エモーション〜（演出）
- ダンベル何キロ持てる?（演出）
- ファンタシースターオンライン2 エピソード・オラクル（演出）
- ガンダムビルドダイバーズRe:RISE（演出）

2020年
- pet（演出）
- ゴールデンカムイ（演出）
- 池袋ウエストゲートパーク（演出）

2021年
- 半妖の夜叉姫（演出）
- SCARLET NEXUS（演出）

2022年
- 境界戦機（演出）
- 群青のファンファーレ（絵コンテ・演出）
- ヒロインたるもの!〜嫌われヒロインと内緒のお仕事〜（演出）
- 異世界おじさん（演出）
- ブルーロック（演出）

2023年
- もののがたり（演出）
- ひろがるスカイ!プリキュア（演出）
- 君は放課後インソムニア（演出）
- ライザのアトリエ 〜常闇の女王と秘密の隠れ家〜（演出）

2024年
- 魔法科高校の劣等生（演出）
- 戦国妖狐 千魔混沌編（演出）

2025年
- 魔神創造伝ワタル（演出）
- 履いてください、鷹峰さん（演出）
- ユア・フォルマ（演出）

### 劇場アニメ
- COWBOY BEBOP 天国の扉（2001年、演出助手・設定制作）
- 劇場版∀ガンダムI 地球光（2002年、演出）
- 劇場版∀ガンダムII 月光蝶（2002年、演出）
- コードギアス 亡国のアキト 第2章「引き裂かれし翼竜」（2013年、演出）